# بيرت روبرتس
بيرت روبرتس (بالإنجليزية: Albert Edwin Roberts) هو مصور أسترالي، ولد في 26 فبراير 1878 في برمنغهام في المملكة المتحدة، وتوفي في 24 يوليو 1964 في إبسوتش في أستراليا.

## معرض صور

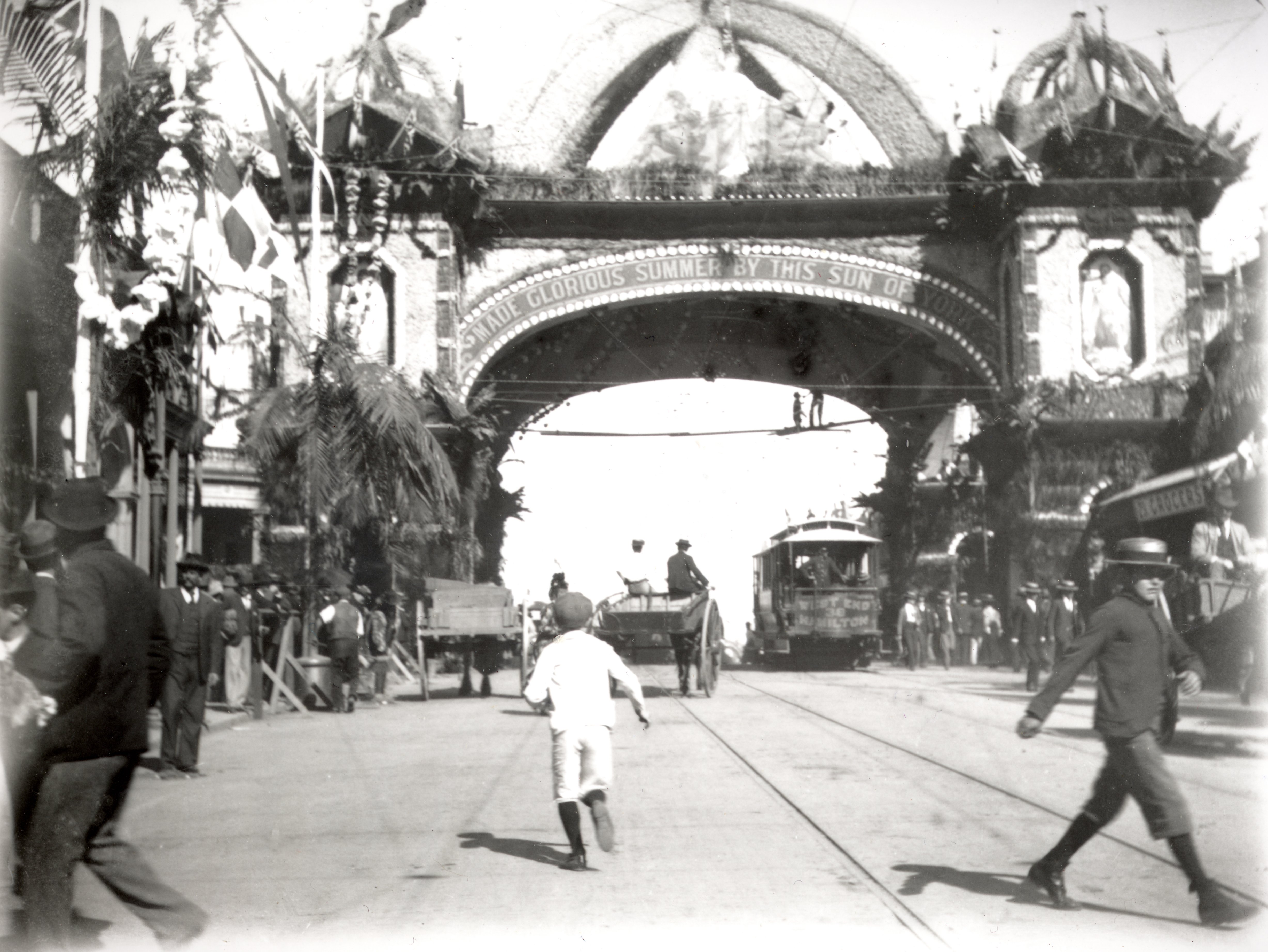
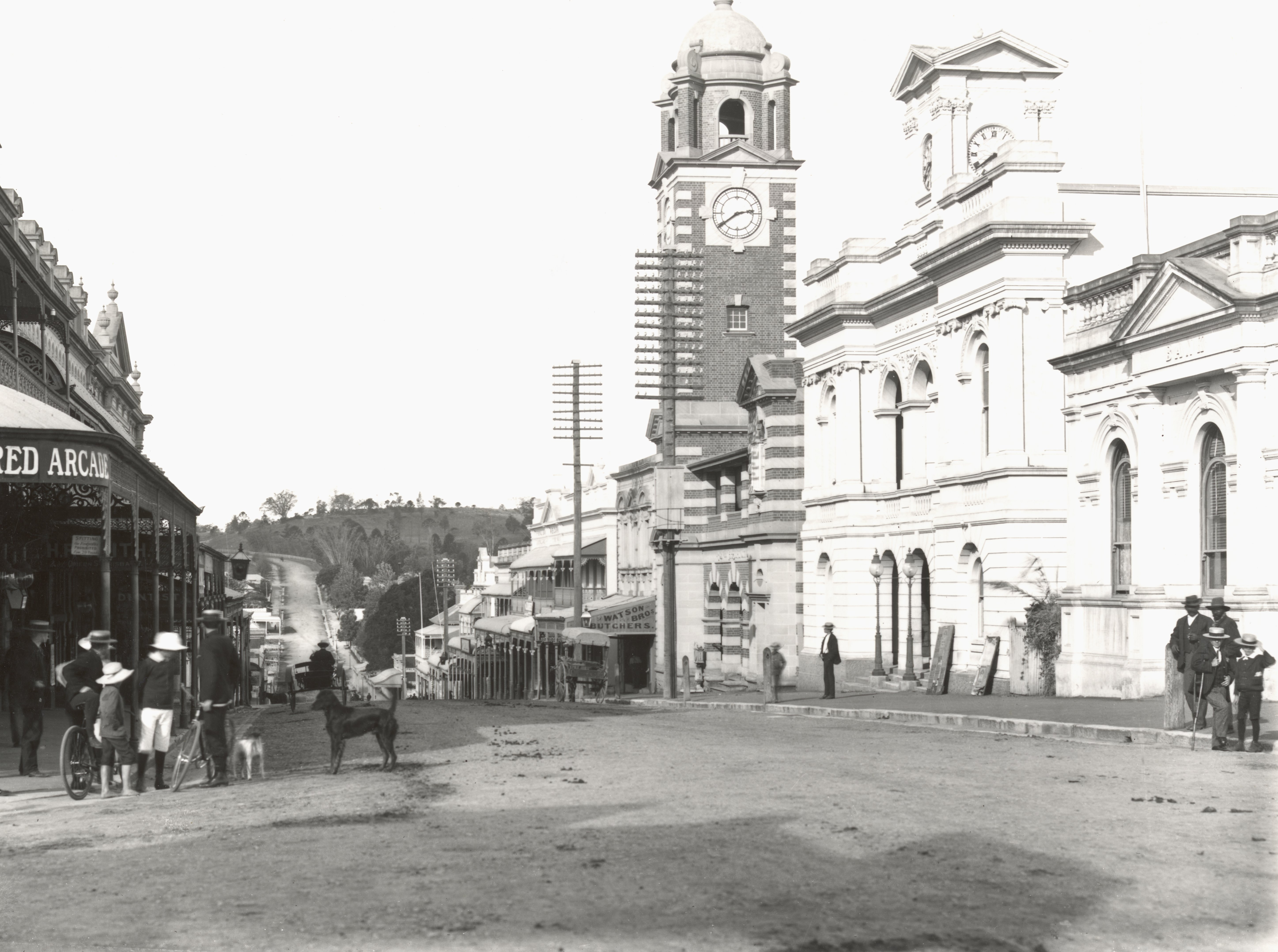
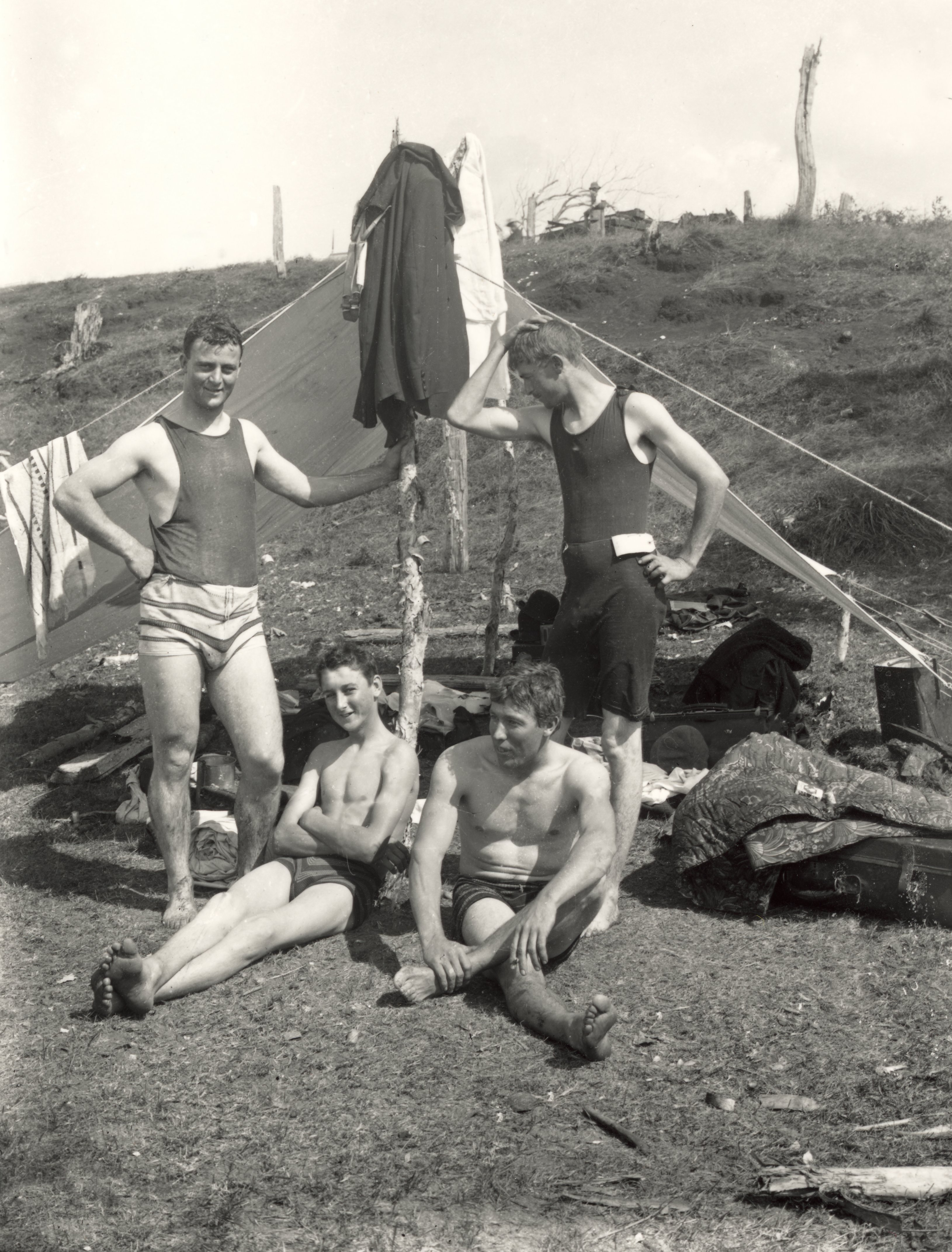
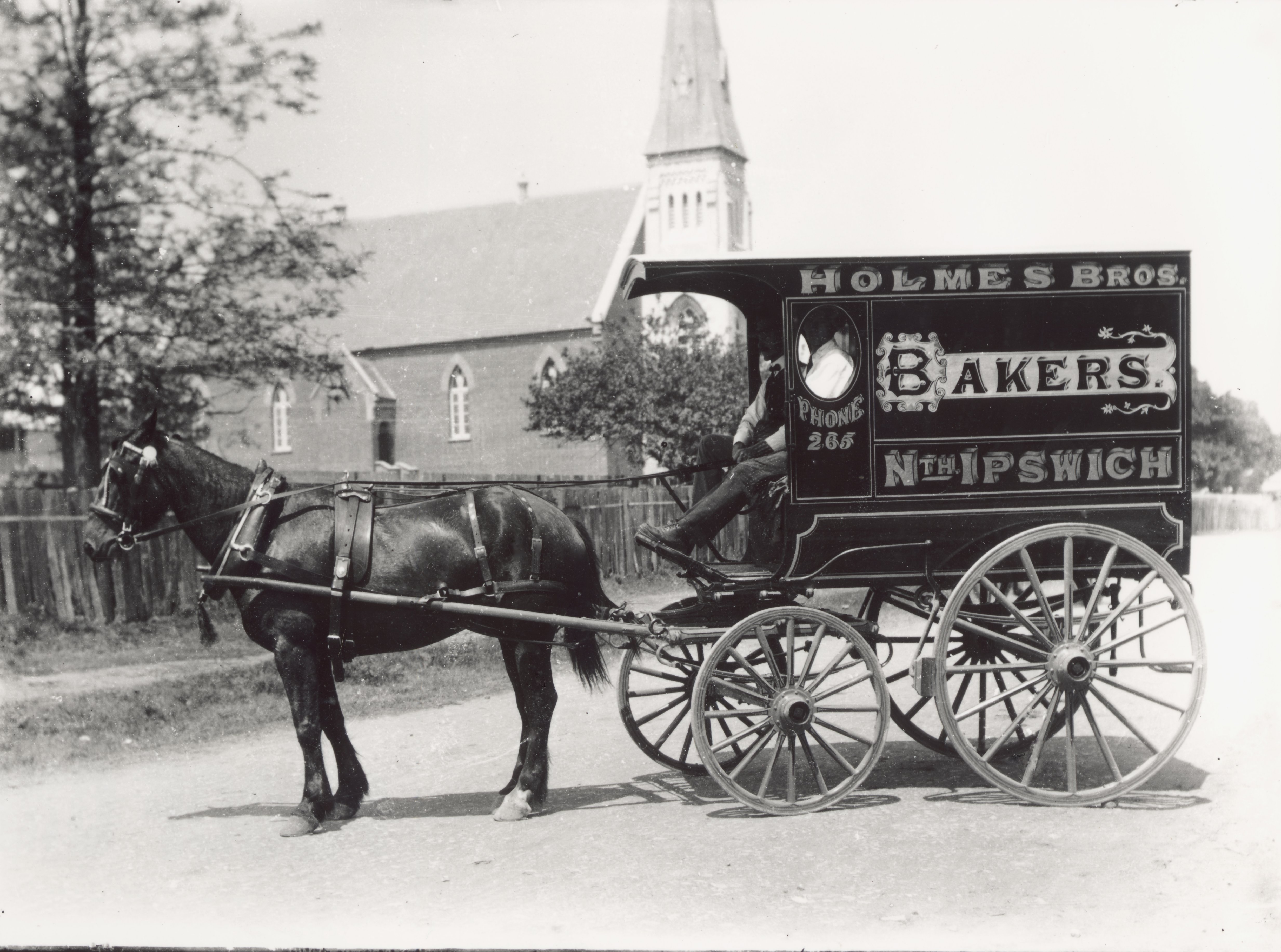
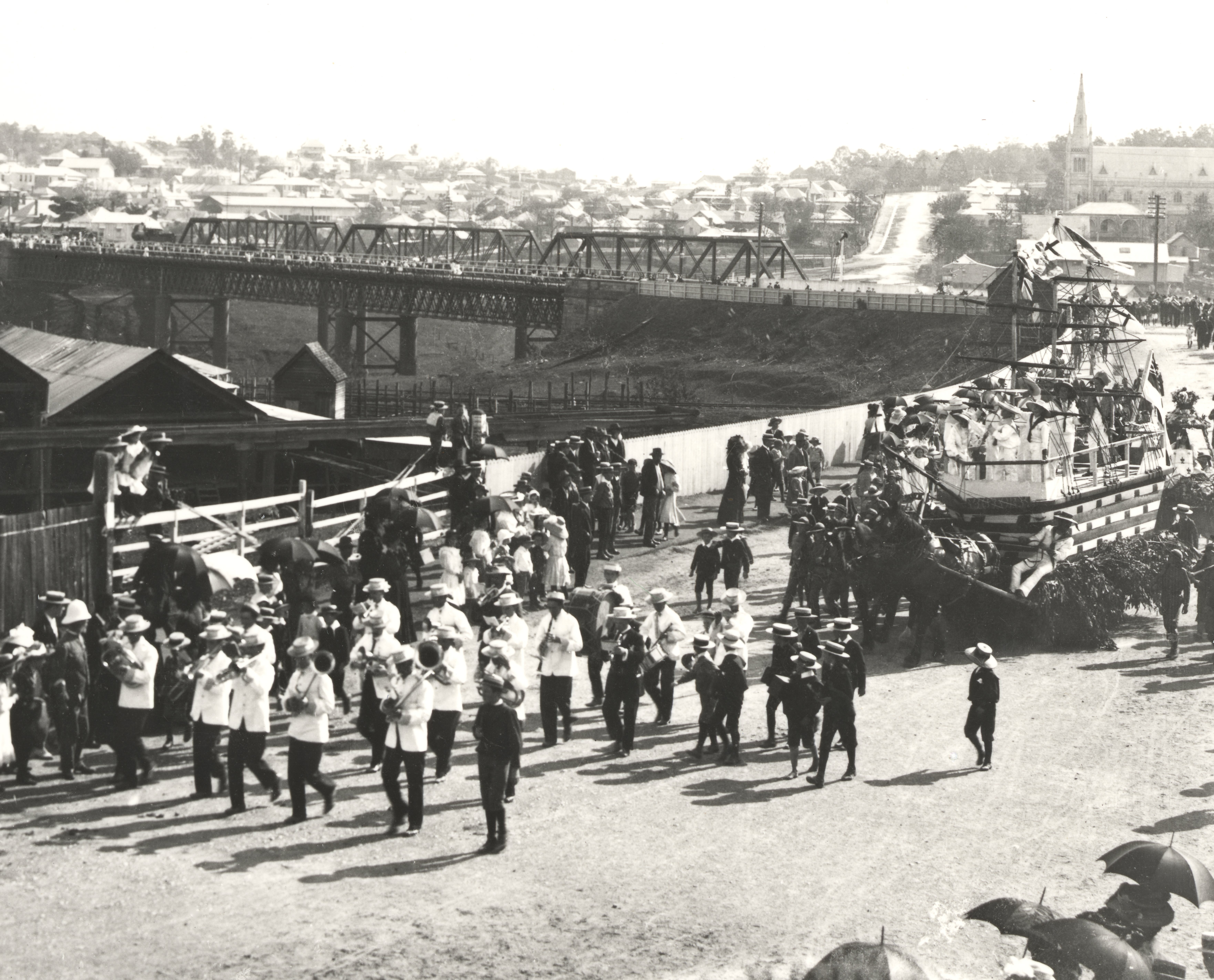
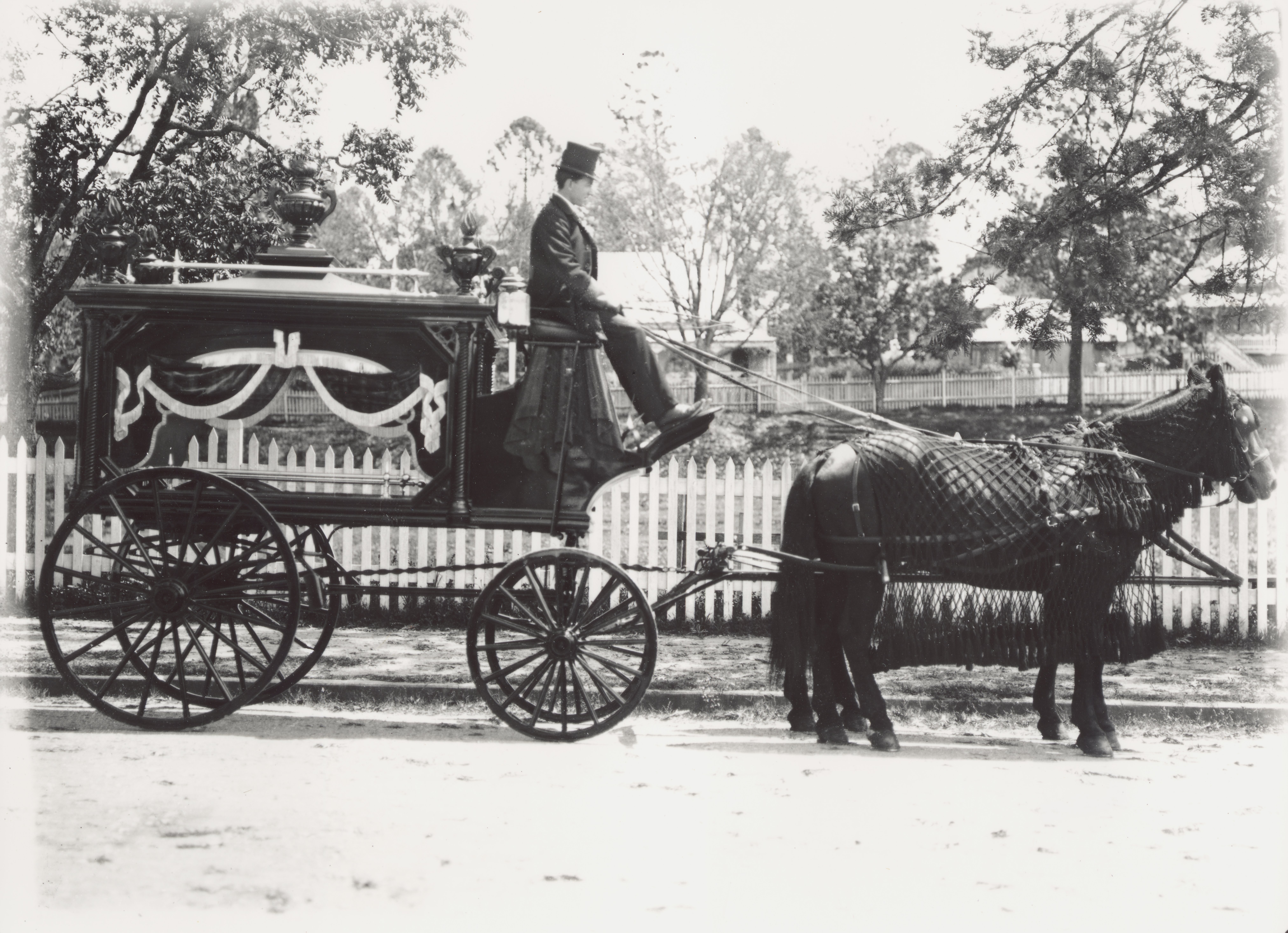